# Rio Embaracaí
Rio Embaracaí är ett vattendrag i Brasilien.   Det ligger i delstaten Mato Grosso do Sul, i den södra delen av landet, 1 100 km sydväst om huvudstaden Brasília.
Trakten runt Rio Embaracaí består i huvudsak av gräsmarker. Runt Rio Embaracaí är det mycket glesbefolkat, med 7 invånare per kvadratkilometer.